# Havshamnen

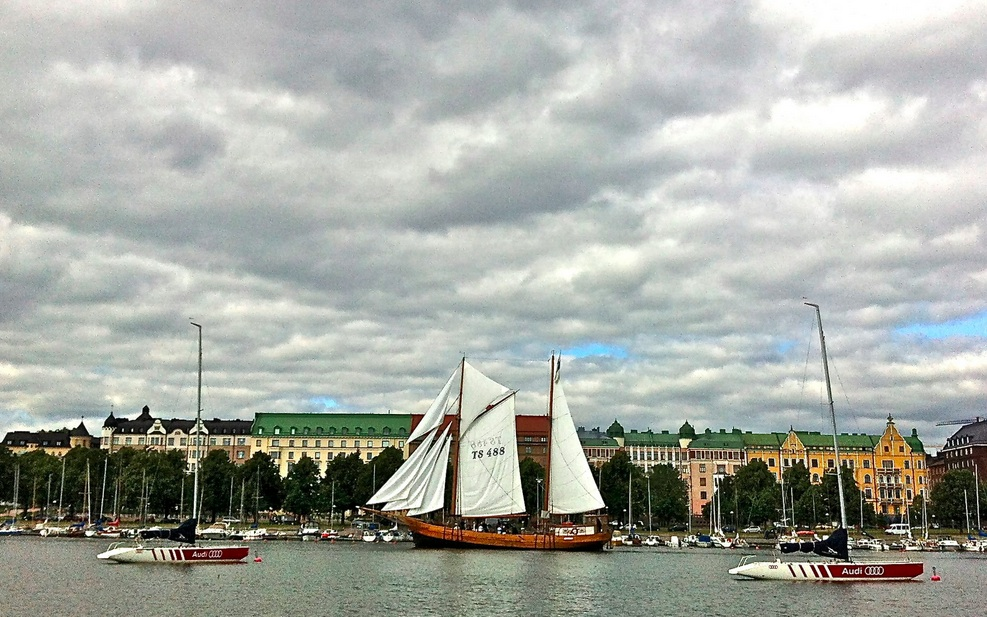
Havshamnen sedd från Ungsholmen sommaren 2012

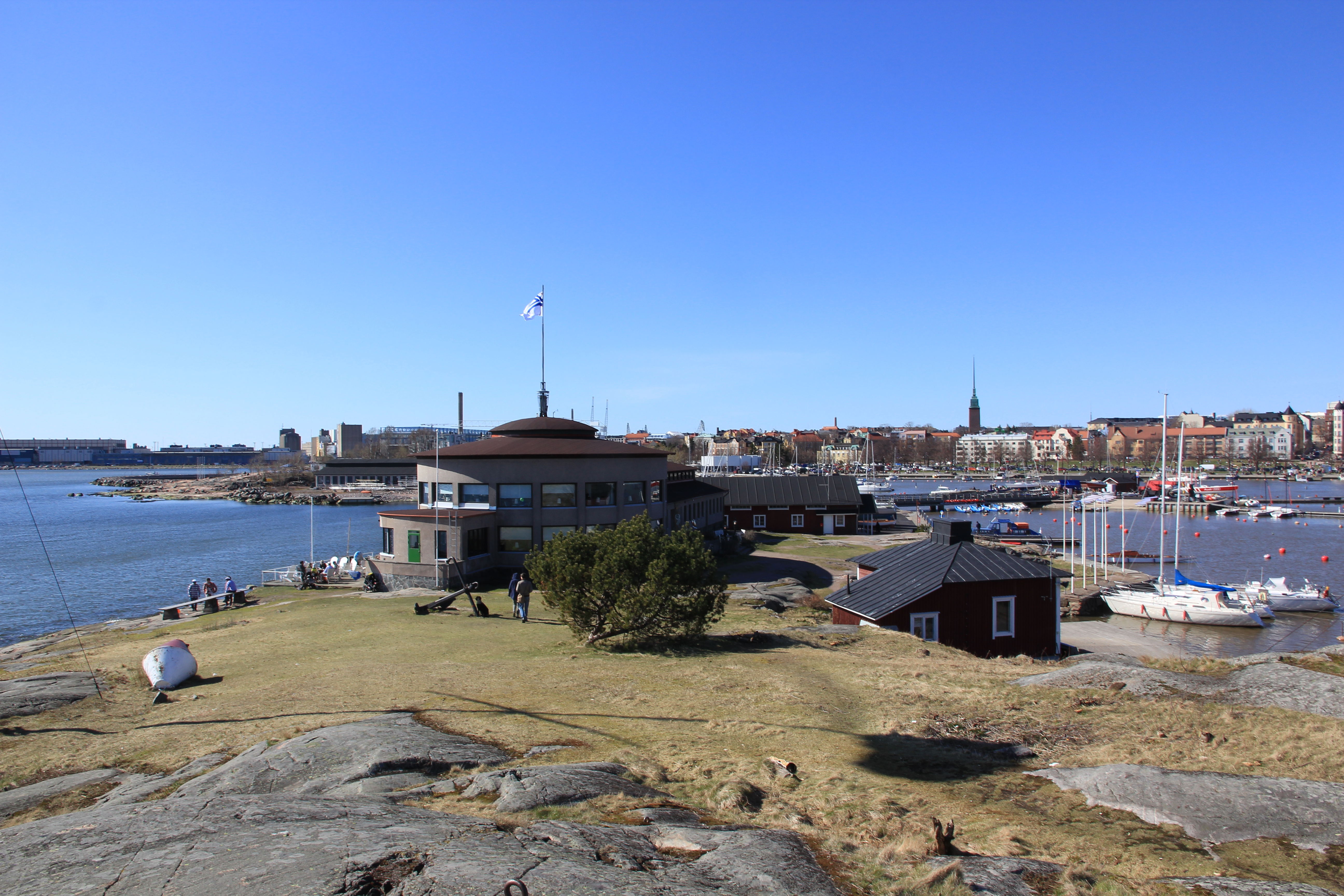
Havshamnen sedd från Skifferholmen. Helsingfors Segelsällskaps klubblokal i förgrunden

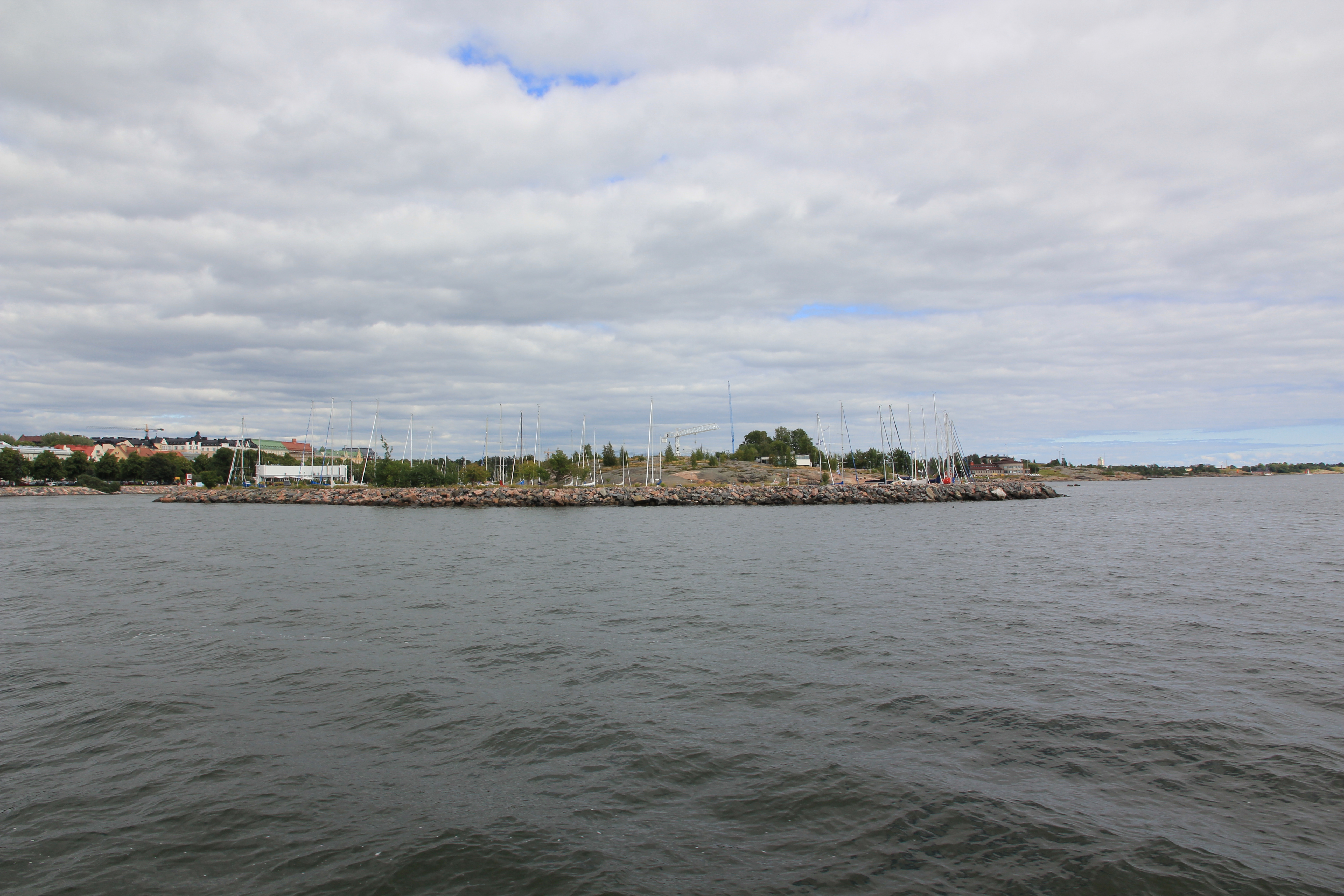
Flisholmen sedd västerifrån, i förgrunden vågbrytarna som bildar SPS båthamn.

Havshamnen (fi. Merisatama) är en hamn i sydligaste Helsingfors stad i stadsdelarna Brunnsparken och Ulrikasborg. Havshamnen är företrädesvis en småbåtshamn men vissa sightseeingbåtar stannar också i hamnen. Havshamnen ligger skyddad från öppna havet av en ring av flera klippiga holmar. Båtbryggor finns både ute på holmarna och på fastlandet. Till holmarna kommer man sommartid endast med båt, medan det under höst, vinter och vår läggs ut en pontonbrygga mellan Ugnsholmarna och fastlandet. Holmarna heter Norra Ugnsholmen, Södra Ugnsholmen, Skifferholmen, Skiffergrundet och Flisholmen. 

## Snabb utveckling efter 2008
Havshamnen har utvecklats snabbt efter det att en ny stadsplan för området fastställdes 2007. Den gamla järnvägen som gått genom området till Busholmens hamnområde revs 2008 och området som mer eller mindre stått i träda, förvandlades till en park - Havsparken. Förvaringen av båtar som dittills dominerat hela området vintertid, anvisades ett eget område i Havsparken västra ända efter en stor allmän debatt. Den nya parken blev färdig 2010-2011 och dess fortsättning Eirastranden 2011-2012. Utvecklandet av området fortsätter på Ärtholmens gamla hamn- och varsvområde. Helheten kommer att bli en av paradplatserna för Havs-Helsingfors när Ärtholmen är fullt utbyggd i slutet av 2010-talet.

## En hamn kantad med krogar och segelsällskap
På landsidan finns café-restaurang Carusel i väster och det anrika Café Ursula i Öster. Mellan dem finns den populära uterestaurangen Mattolaituri (Matt-bryggan) och den kopparärgade sk. Mutter-kiosken. På Holmarna utanför Havshamnen verkar Ungsholmens restaurang, HSS restauranger Boathouse och Skiffer samt den Finska Segelföreningens (Suomalainen Pursiseura) Restaurang Saari. På landsidan är krogara öppna året runt medan restaurangerna på holmarna är stängda på vintrarna. Alla restauranger frekventeras flitigt av Södra-Helsingfors 23.000 invånare och turister.

## Första segelsällskapet 1893
Det finns flera småbåtshamnar inom Havshamen administrerade av olika segelsällskap och en som administreras av Helsingfors stad. Segelsällskapen är Suomalainen Pursiseura (SPS), Meristaman Venekerho och Helsingfors Segelsällskap (HSS). Helsingfors Segelsällskap, grundat 1893, har hållit till på Skifferholmen sedan 1896 och den första paviljongen öppnades 1898. Klubbhuset brann ner 1946 och HSS nuvarande paviljong är byggd 1949. 